# Porphyrinia inconspicua
Porphyrinia inconspicua är en fjärilsart som beskrevs av Walker 1865. Porphyrinia inconspicua ingår i släktet Porphyrinia och familjen nattflyn. Inga underarter finns listade i Catalogue of Life.